# Лемберг, Раиса Григорьевна
Раиса Григорьевна Лемберг (Лемберк) (урождённая Лифшиц; 8 (20) февраля 1883, Санкт-Петербург — 15 июня 1975, Алма-Ата) — русская писательница, публицистка, педагог, научный работник, переводчица

 (печаталась под псевдонимами Р. Григорьев, Рафаил Григорьев, Р. Верова, Г. Раф, а также совместно с мужем — Р. М. Изетеа). Жена переводчика Михаила Лемберка.

## Биография
Родилась в Санкт-Петербурге в семье русско-еврейского писателя Григория Григорьевича Лифшица (псевдоним: «Гершон-бэн-Гершон», 1854—1921), сотрудника журнала «Рассвет», автора книги «Исповедь преступника» («Юмористический рассказ из жизни Петербургских евреев». — СПб.: Типография А. Г. Сыркина, 1881). Брат — театральный режиссёр Алексей Алексеев.
Окончила с золотой медалью Одесскую гимназию О. Г. Шольп. В 1900 году поступила на медицинский факультет Берлинского университета; в 1904 году стала активным членом РСДРП(б), в 1906 году была выслана в Россию, так и не получив диплома. Печаталась в «Одесских новостях», «Книге» (1907), «Запросах жизни» (с 1909). Автор переводов, в том числе книг по социал-демократии с немецкого и французского языков. В 1913 году опубликовала под псевдонимом Р. Григорьев роман «На ущербе», вызвавший критическую полемику; согласно «Литературной энциклопедии» (1930), в нём «изображено начало распада мелкобуржуазной интеллигенции после неудачной революции, отход революционеров-попутчиков от пролетарских масс. Не характеризуя социальных взаимоотношений эпохи (пролетариат служит лишь фоном для драматических переживаний героев), этот роман отображает исторические судьбы русской интеллигенции в революции».
Её жизнь и научно-педагогическая деятельность совпали с бурными событиями русских революций и периодами становления и зрелости советской школы. Уже с 1917 года она много пишет на педагогические темы, сотрудничает с педагогическими журналами: «На путях к новой школе», «Просвещение», «Трудовая школа», «Рабочая школа». С 1918 года она заведовала секцией школ подростков и преподавала в ряде вузов.
Рано начав революционную деятельность, сблизившись с социал-демократами, разделяя марксистские взгляды, в 1925 году в анкете она пишет, что является беспартийной. Занимая после революции значительные партийные должности, она становится профессором педагогики в Ленинградском Педагогическом Институте. Став до революции автором двух романов-хроник, после революции она пишет в основном учебно-методические и научно-педагогические работы. И большая часть её жизни — почти полвека — посвящена педагогике.
В 1924 году она начинает работу в ЛГПИ им. А. И. Герцена, читает студентам курс педагогики «Трудовая школа», в 1925 году её утверждают профессором института. "С 1928 года заведовала кафедрой «Методики начального обучения», затем кафедрой «Школьной педагогики», — пишет она в автобиографии. Она, без сомнения, в числе основателей Герценовской научно-педагогической школы, обогатив дидактику новым подходом к обучению, обнаружив необходимость развивающего обучения и особенностей учения школьников разного возраста в характере их восприятия и осмысления учебного процесса. Её труды (особенно «Очерки дидактики») и по сей день служат внедрению новых научных идей в практику работы учителей. Добрая, терпимая к людям, идеалистка и оптимистка — такой предстает она из воспоминаний близких людей.
Период 1924—1931 г.г. — самый плодотворный. Ею созданы самые разнообразные по литературному жанру произведения: научно-педагогические статьи и монографии, публицистика, художественная проза, учебные пособия. Наиболее интересной работой этого периода для её биографов и историков образования представляется книга «Очерки школьной жизни. Дневник учительницы» (1928). Книга имела успех, была переведена на английский и испанский языки.
С 1938 года её научно-педагогическая деятельность связана с Казахским педагогическим институтом им. Абая. Р. Г. Лемберг — первая женщина-профессор, преподающая в Казахстане. С 1944 года она возглавляла кафедру педагогики в Казахском педагогическом институте им. Абая.
Скончалась 15 июня 1975 года, похоронена на Центральном кладбище Алма-Аты.

## Книги
- «На ущербе» (роман, СПб, 1913)

Псевдоним: Григорьев , Р.
- Григорьев Р. На ущербе: Роман. — СПб., 1913; 1915; М.; Л., 1927.
- Григорьев Р. Недавнее: Роман. — Пг., [1916].
- Григорьев Р. Очерки школьной жизни: Дневник учительницы . — [Л]., 1928.

### Переводы
- Петцольд Ю. Проблемы мира. — СПб, 1909.
- Клейнпетер Г. Теория познания в естествознании. — СПб, 1910.